# 蒙塔帕
蒙塔帕（法語：Montapas，法語發音：[mɔ̃tapa]）是法国涅夫勒省的一个市镇，位于该省中部，属于讷韦尔区。

## 地理
蒙塔帕（47°4'54"N, 3°35'56"E）面积23.48 平方千米，位于法国勃艮第-弗朗什-孔泰大區涅夫勒省，该省份为法国中部省份，北至约讷省，西北接卢瓦雷省，西接谢尔省，南至阿列省，东南接索恩-卢瓦尔省，东临科多尔省。
与蒙塔帕接壤的市镇（或旧市镇、城区）包括：圣莫里斯、巴祖瓦地区沙蒂隆、蒙和马雷、圣索日、鲁伊、阿吕。
蒙塔帕的时区为UTC+01:00、UTC+02:00（夏令时）。

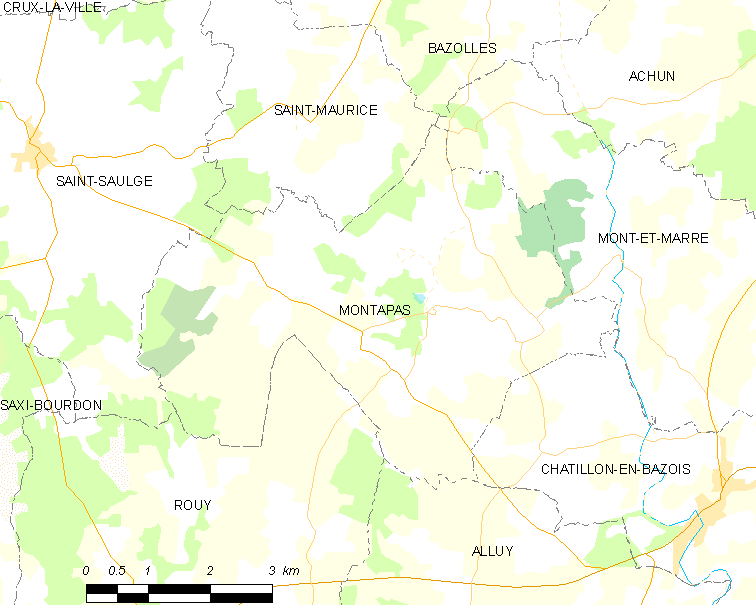
蒙塔帕的OSM定位图

## 行政
蒙塔帕的邮政编码为58110，INSEE市镇编码为58171。

## 政治
蒙塔帕所属的省级选区为希农堡县。

## 人口

1962-2008年间蒙塔帕人口变化图示

蒙塔帕于2022年1月1日时的人口数量为275人。